# Georges J. F. Köhler
Georges Jean Franz Köhler (17.3.1946 – 1.3.1995) là nhà sinh học người Đức, đã đoạt Giải Nobel Sinh lý và Y khoa năm 1984 (chung với César Milstein và Niels Kaj Jerne) "cho công trình nghiên cứu về hệ miễn dịch và việc sản xuất các kháng thể đơn dòng (monoclonal antibodies)". Một phần công trình nghiên cứu này được thực hiện ở Viện Miễn dịch học Basel.

## Cuộc đời và Sự nghiệp
Köhler sinh ngày 17.3.1946 tại München. Sau khi tốt nghiệp trường trung học ở Kehl, năm 1965 ông vào học sinh vật học tại Đại học Freiburg, và tốt nghiệp năm 1971. Năm 1974 ông đậu bằng tiến sĩ khoa học tự nhiên cũng ở Đại học Freiburg.
Từ năm 1974 tới 1976 Köhler là nghiên cứu sinh sau tiến sĩ tại "Phòng thí nghiệm Hội đồng nghiên cứu Y học" ở Cambridge (Anh), làm việc trong nhóm của César Milstein. Tại đây ông cùng với Milstein đã có khả năng tạo ra các kháng thể đơn dòng từ các tế bào lai bằng cách phối hợp tế bào của các bạch huyết bào B với các tế bào u tủy.
Từ năm 1976 tới 1984 Köhler trở lại làm việc ở "Viện Miễn dịch học Basel". Năm 1984 ông trở thành giám đốc Viện Sinh học miễn dịch Max Planck (Max Planck Institute for Immunobiology) nơi ông làm việc cho tới khi qua đời. Cùng năm, ông trở thành giáo sư tại Đại học Freiburg.
Georges Köhler từ trần ngày 1.3.1995 ở Freiburg im Breisgau vì bệnh viêm phổi.

## Giải thưởng & Vinh dự
- Giải quốc tế Quỹ Gairdner năm 1981
- Giải Albert Lasker cho nghiên cứu Y học cơ bản năm 1984
- Giải Nobel Sinh lý và Y khoa năm 1984 (chung với César Milstein và Niels Kaj Jerne)
- Viện sĩ Viện Hàn lâm Khoa học Leopoldina năm 1985
- Thành viên Tổ chức Sinh học Phân tử châu Âu
- Hội Miễn dịch học Đức đã lập ra Giải Georges Köhler từ năm 1998 để vinh danh ông